# Slamdance Film Festival
Slamdance Film Festival is  een jaarlijks evenement dat geldt als tegenhanger van het Sundance Film Festival, dat tegelijkertijd plaatsvindt in dezelfde stad, Park City (Utah). Het festival werd in 1995 opgericht door Dan Mirvish, Jon Fitzgerald, Shane Kuhn, Peter Baxter en Paul Rachman. 
Filmmakers die door een groter publiek ontdekt werden op het festival zijn onder andere Christopher Nolan (The Dark Knight, Inception), Marc Forster (Monster's Ball), Jared Hess (Napoleon Dynamite), Oren Peli (Paranormal Activity), Benh Zeitlin (Beasts of the Southern Wild), Seth Gordon (Horrible Bosses), Lynn Shelton (Humpda) en Lena Dunham (Girls). Andere bekende alumni zijn Larry Clark, Steven Soderbergh en Johnathan Demme.

## Nederlandse alumni
- Mea de Jong - film: If Mama Ain't Happy. Nobody's Happy (2014)
- Willem Baptist - films: Ik ben echt niet bang! (2010) en Instant Dreams (2017)

## Prijzen
Het Slamdance Film Festival kent meerdere competities voor films en scenario. In oktober 2017 maakte het festival de toevoeging van de Russo Brothers Fellowship Award bekend. Hiervoor werkt het festival samen met oud-alumni Joe en Anthony Russo, regisseurs van Captain America: Civil War. 